# Twilight of Honor
Twilight of honor é um filme estadunidense do gênero drama jurídico, de 1963, dirigido por Boris Sagal, roteiro de Henry Denker, baseado no livro de Al Dewlen. 
O filme, que tem trilha sonora de John Green, é estrelado por Richard Chamberlain, Claude Rains, Joey Heatherton e Nick Adams (indicado ao Oscar de melhor ator coadjuvante por sua interpretação).

## Sinopse
- Um jovem advogado defende em um tribunal um polêmico caso de assassinato, com o auxílio de um veterano jurista.

## Elenco
- Richard Chamberlain... David Mitchell
- Nick Adams... Ben Brown
- Claude Rains... Art Harper
- Joan Blackman... Susan Harper
- James Gregory... Norris Bixby
- Joey Heatherton... Laura Mae Brown
- Pat Buttram... Cole Clinton
- Jeanette Nolan... Amy Clinton
- Edgar Stehli... Juiz James Tucker
- James Bell... Charles Crispin
- George Mitchell... Paul Farish
- Don 'Red' Barry... Judson Elliot (como Donald Barry)
- Bert Freed... Sheriff B.L. 'Buck' Wheeler
- Robin Raymond... Therese 'Tess' Braden
- June Dayton... Vera Driscoll
- Arch Johnson... Mac McWade
- Linda Evans... Alice Clinton